# San Nicolas, Batangas
San Nicolas là một đô thị cấp năm ở tỉnh Batangas, Philippines. Theo điều tra dân số năm 2000, đô thị này có dân số 16,278 người trong 2.946 hộ.

## Barangays
San Nicolas, về mặt hành chính, được chia thành 18 khu phố (barangay).
| - Abelo - Balete - Baluk-baluk - Bancoro - Bangin - Calangay - Hipit - Maabud B - Maabud South | - Munlawin - Pansipit - Poblacion - Santo Niño - Sinturisan - Tagudtod - Talang - Alas-as - Pulang-Bato |